# Miralem Pjanić
Miralem Pjanić (Tuzla, 2 aprile 1990) è un calciatore bosniaco con cittadinanza lussemburghese, di ruolo centrocampista, svincolato.
Cresciuto calcisticamente in Lussemburgo, muove i primi passi nel FC Schifflange 95 per poi passare nelle giovanili del Metz, squadra con la quale debutta tra i professionisti. Nel 2008 si trasferisce all'Olympique Lione, dove si afferma come una delle migliori promesse del calcio europeo. Nel 2011 si accasa alla Roma, squadra in cui rimane per cinque stagioni guadagnandosi l'attenzione della Juventus, club quest'ultimo in cui milita dal 2016 al 2020 raccogliendo i maggiori successi della carriera con quattro Scudetti consecutivi (dal 2016-2017 al 2019-2020), due Coppe Italia (2016-2017 e 2017-2018) e una Supercoppa italiana (2018). Nella stagione 2020-2021 veste la maglia del Barcellona, con cui vince una Coppa del Re (2020-2021), mentre nella seguente milita nel Beşiktaş, con cui trionfa nella Supercoppa turca (2021).
Con la Bosnia ha disputato il campionato del mondo 2014, anno in cui la nazionale balcanica ha preso parte alla competizione per la prima e fin qui unica volta nella sua storia.

## Biografia
Il padre giocava nella seconda divisione jugoslava.
Pjanić è in possesso di due cittadinanze: bosniaca e lussemburghese. Si rifugiò in Lussemburgo con la famiglia poco dopo lo scoppio della guerra in Bosnia.
Parla fluentemente sette lingue: bosniaco, serbo, croato, lussemburghese, francese, tedesco e italiano. Conosce anche un po' di spagnolo.

## Caratteristiche tecniche

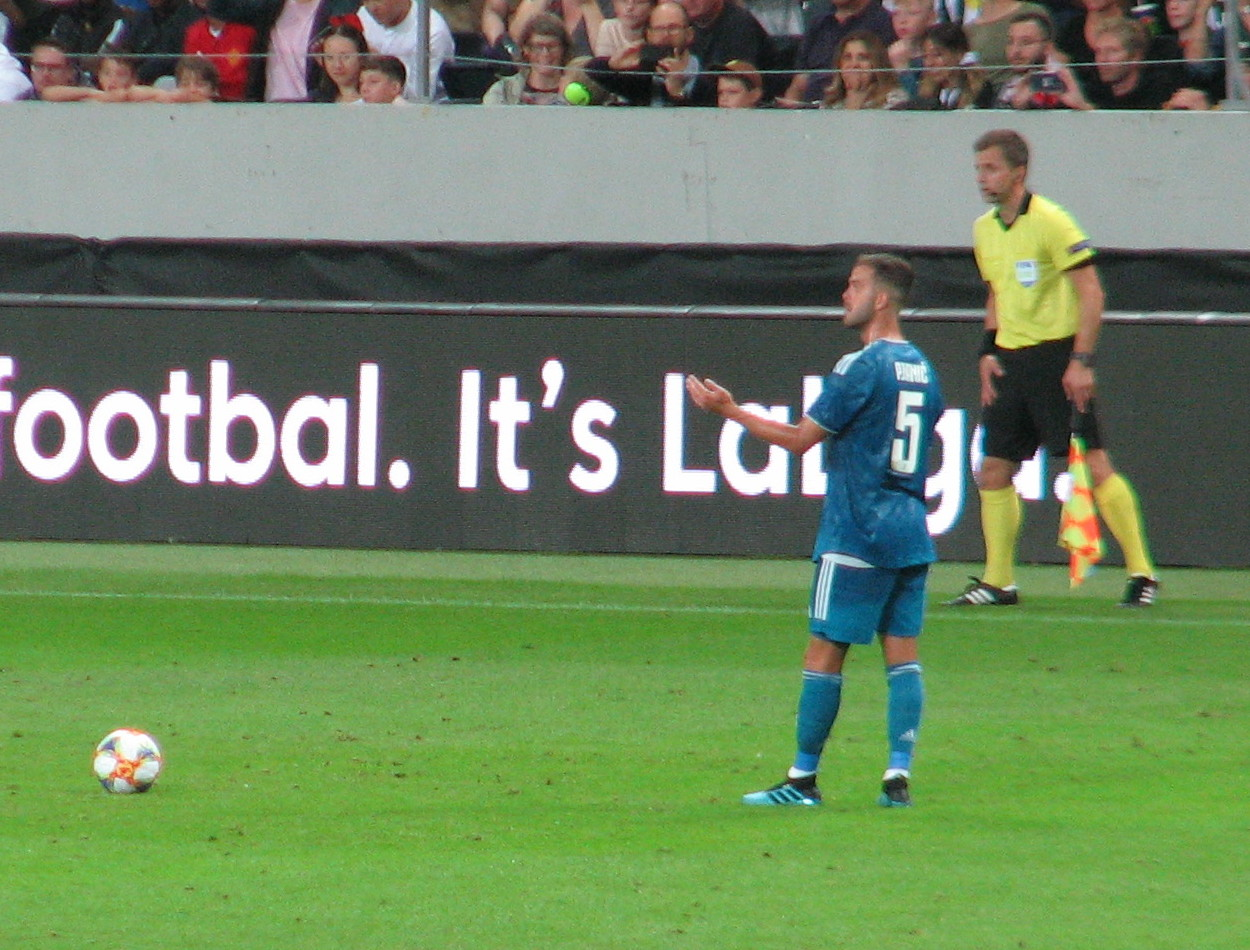
Pjanić intento a battere un calcio piazzato per la Juventus nel precampionato dell'agosto 2019

Annoverato in giovane età fra i talenti più promettenti del calcio mondiale, Pjanić è un centrocampista abile nel dribbling e dotato di un buon tiro dalla distanza. Grazie alla sua visione di gioco, la precisione nei passaggi, l'abilità nel fornire assist per i compagni e le sue qualità di impostazione, può ricoprire sia il ruolo di interno di centrocampo, sia quello di trequartista o di regista; è stato anche impiegato come mezz'ala, per la sua capacità di effettuare inserimenti offensivi.
Considerato uno dei massimi specialisti della sua generazione nei calci piazzati, quando giocava nell'Olympique Lione si allenava spesso a tirare le punizioni col brasiliano Juninho, del quale è stato considerato l'erede nelle file della squadra transalpina.

## Carriera

### Club

#### Gli inizi
Inizia la sua carriera nel Schifflange 95, club della prima divisione lussemburghese, dopo vari infortuni che lo hanno relegato spesso in tribuna. Già allora l'allenatore del club nota il suo talento e decide di inserirlo in prima squadra nonostante la giovane età.
Giunge al Metz nel 2004 e, dopo alcune stagioni nelle squadre giovanili, fa il suo debutto il 18 agosto 2007 contro il Paris Saint-Germain, gara terminata 0-0. Il 15 dicembre realizza contro il Sochaux, rete che non servirà a evitare la sconfitta ai granata. Conclude la sua stagione totalizzando 38 presenze e 4 reti.

#### Olympique Lione
Il 1º agosto 2008 si trasferisce a titolo definitivo all'Olympique Lione per 7,5 milioni di euro. Fa il suo debutto il 2 agosto contro il Bordeaux. Il 24 febbraio 2009 fa il suo debutto in Champions League contro il Barcellona, partita terminata 1-1, chiudendo la sua prima stagione con 24 presenze, senza alcuna rete all'attivo.
Nella stagione successiva, si afferma come uno dei migliori giovani sul palcoscenico europeo, anche grazie al compagno di squadra Juninho Pernambucano, dal quale apprende specifiche qualità balistiche nel calciare le punizioni. Il 19 agosto 2009, nel giorno del suo debutto stagionale, segna il suo primo gol in Champions League contro l'Anderlecht partita valevole per i Preliminari di Champions League, gara vinta dai francesi 5-1. Pochi giorni dopo, il 22 agosto, segna nella gara vinta 3-0 contro l'Auxerre il suo primo gol in campionato con la maglia dell'OL. L'11 marzo 2010 segna inoltre il gol del pareggio contro il Real Madrid nel ritorno degli ottavi, rete che permette alla sua squadra di passare ai quarti di finale. Termina la stagione con 53 presenze e 11 reti. Nel periodo successivo, disputa un'altra stagione su buoni livelli, senza però ripetere l'exploit di quella precedente.
Conclude la sua esperienza a Lione con 121 presenze e 16 reti in totale.

#### Roma

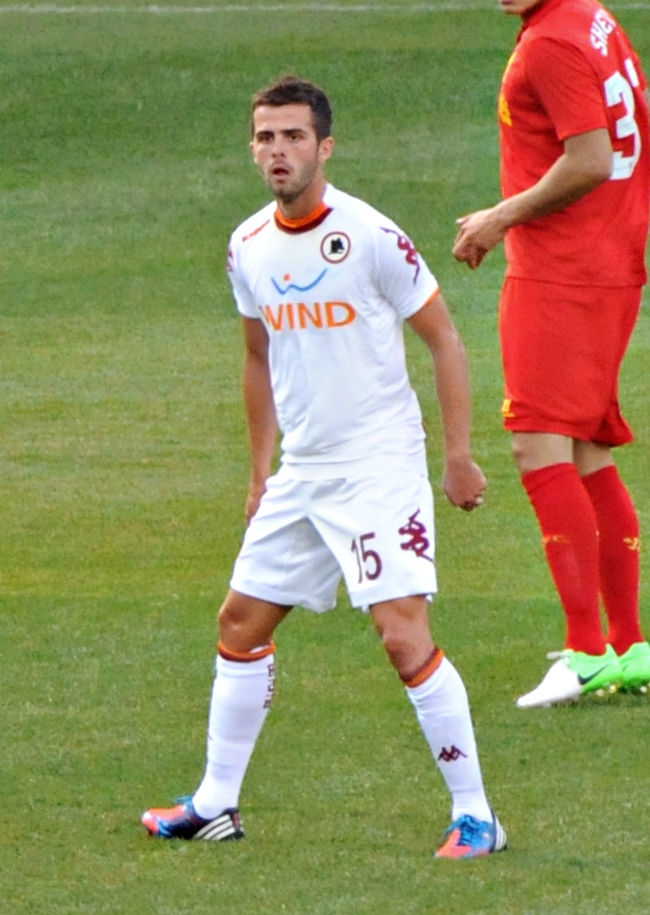
Pjanić alla Roma nel 2012

Nell'agosto 2011 viene ceduto, per 11 milioni di euro, alla Roma. Esordisce in Serie A l'11 settembre, nella partita persa all'Olimpico contro il Cagliari (1-2). Il 20 novembre realizza la prima rete, risultando decisivo per la vittoria 2-1 contro il Lecce. Durante la stagione 2013-14, con Rudi Garcia in panchina, è uno dei punti di forza della squadra giallorossa che inanella una striscia-record di vittorie nelle prime 10 partite di campionato; di queste, Pjanic firma quella del 18 ottobre 2013 sul Napoli (2-0) realizzando una doppietta. Anche l'anno seguente si conferma su elevati livelli di rendimento, segnando reti importanti. Nel campionato 2015-16 mette a segno 12 gol, a livello personale supera il suo primato di marcature stagionali ottenuto nel 2009-10 quando vestiva la maglia del Olympique Lione. Nel lustro in giallorosso, pur non vincendo alcun trofeo, il bosniaco emerge tra degli elementi più importanti negli equilibri della squadra; con i capitolini disputa complessivamente 185 partite mettendo a segno 30 gol, molti dei quali su calcio piazzato.

#### Juventus
Nel giugno 2016 si trasferisce alla Juventus, che investe 32 milioni di euro per il suo acquisto. Il 10 settembre 2016 segna la sua prima rete in campionato con la maglia bianconera in occasione della vittoria casalinga contro il Sassuolo (3-1), mentre il 27 dello stesso mese realizza la sua prima marcatura in Champions League con i torinesi nella sfida vinta per 4-0 in casa della Dinamo Zagabria. Il 23 dicembre disputa da titolare il match di Supercoppa Italiana a Doha, sempre contro il Milan, dove la Juventus viene sconfitta ai calci di rigore (la gara era terminata con il punteggio di 1-1 dopo i tempi supplementari). L'11 gennaio 2017 realizza il suo primo gol in Coppa Italia con i bianconeri (su calcio di rigore) nella partita casalinga vinta per 3-2 contro l'Atalanta, valida per gli ottavi di finale. Il 17 maggio vince per la prima volta la coppa nazionale italiana (la terza consecutiva per i torinesi) in finale contro la Lazio (vittoria bianconera per 2-0), pur non giocando il match per squalifica. Quattro giorni dopo arriva anche il suo primo scudetto (il sesto consecutivo per la Juventus) grazie alla vittoria casalinga per 3-0 contro il Crotone. Il 3 giugno disputa inoltre da titolare la sua prima finale di Champions League, che vede però i piemontesi sconfitti per 4-1 dal Real Madrid a Cardiff.

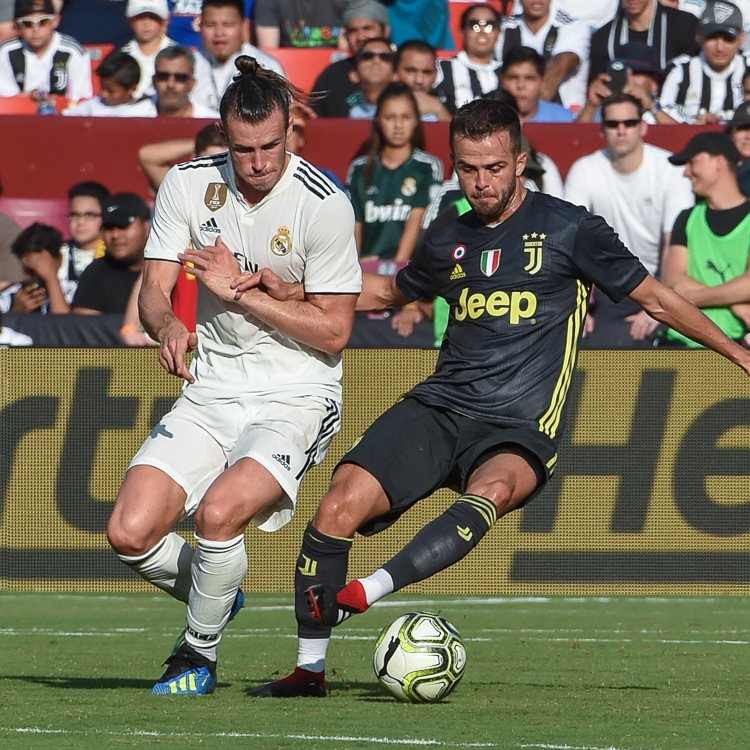
Pjanić (a destra) in maglia juventina nell'estate 2018 per l'International Champions Cup, pressato dal madrileno Gareth Bale.

Il 13 agosto gioca da titolare la sfida di Supercoppa italiana contro la Lazio, dove la compagine torinese viene sconfitta per 3-2 dai biancocelesti. Il 26 novembre, nella vittoriosa partita casalinga contro il Crotone (terminata 3-0), ottiene la 200ª presenza in A. Termina la stagione con 5 reti segnate, e l'anno successivo, il 9 maggio 2018, vince la sua seconda Coppa Italia (la quarta consecutiva e tredicesima nella storia del club bianconero) in finale contro il Milan (4-0). Quattro giorni dopo, grazie al pareggio a reti bianche in casa della Roma, si aggiudica matematicamente anche il suo secondo scudetto (il settimo consecutivo per la Juventus). Come l'anno prima ha realizzato 5 gol in campionato.
Nella stagione successiva, il 19 settembre 2018, realizza la sua prima doppietta in Champions League nella sfida vinta per 2-0 in casa del Valencia (entrambe le reti vengono realizzate su calcio di rigore). Il 16 gennaio 2019, invece, disputa da titolare il match di Supercoppa italiana, che vede i bianconeri prevalere sul Milan (1-0) a Gedda; in quest'occasione fornisce anche l'assist per la rete decisiva di Cristiano Ronaldo. Si tratta del primo successo in questa competizione per il centrocampista bosniaco. Il successivo 20 aprile, grazie alla vittoria casalinga contro la Fiorentina (2-1), si aggiudica lo scudetto per la terza volta consecutiva (l'ottava consecutivo per il club bianconero) con cinque giornate d'anticipo.
Inizia subito bene la stagione 2019-2020 andando a segno per tre volte nei primi otto turni di campionato; tuttavia quelle resteranno le uniche marcature stagionali del bosniaco, che a fine annata si aggiudica il suo quarto scudetto consecutivo.

#### Barcellona e Beşiktaş

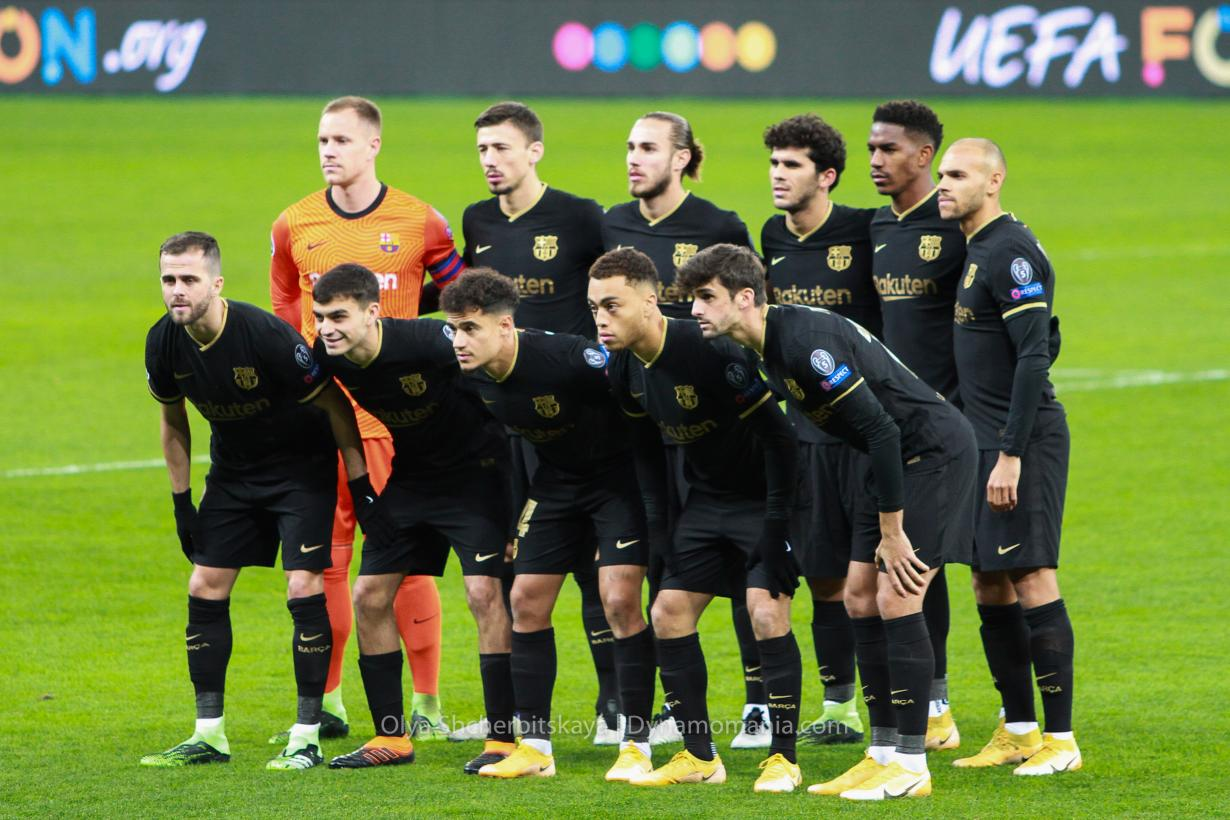
Pjanić (accosciato, primo da sinistra) al Barcellona nel 2020

Il 29 giugno 2020, a campionato di Serie A ancora in corso per via degli strascichi della pandemia di COVID-19, viene ufficializzato il prossimo trasferimento di Pjanić al Barcellona a decorrere dalla stagione sportiva seguente, per 60 milioni di euro più 5 di bonus, nell'ambito di uno scambio con Arthur Melo. In Catalogna colleziona 30 presenze totali nel corso dell'annata 2020-2021, senza trovare mai la rete e con un minutaggio abbastanza scarso; partecipa alla vittoria della Coppa del Re, ma sul piano personale è una stagione negativa per il bosniaco che finisce presto ai margini della squadra titolare, incapace di integrarsi con l'ambiente blaugrana, scavalcato nelle gerarchie del centrocampo ed entrato pesantemente in rotta col tecnico Ronald Koeman.

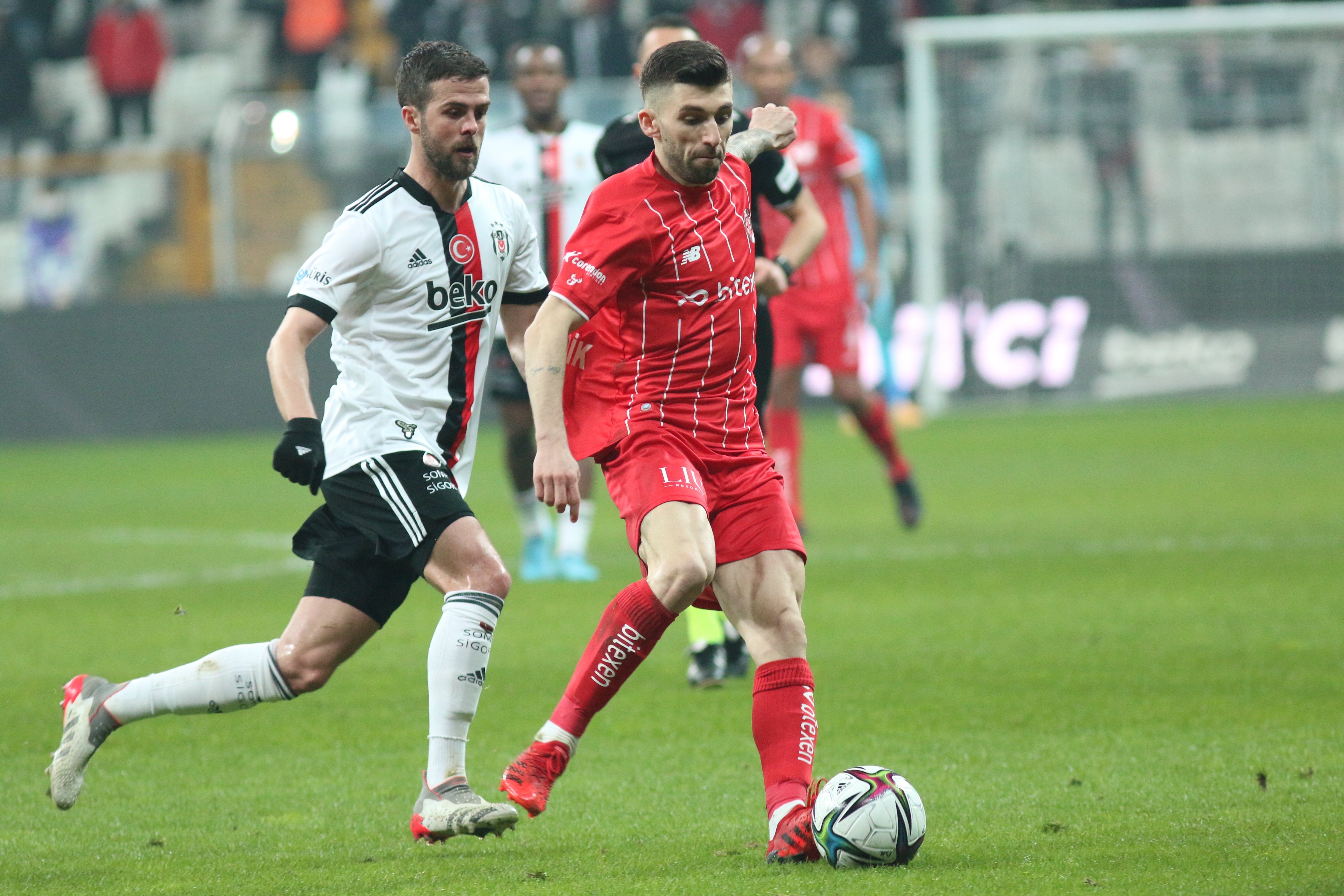
Pjanić (a sinistra) al Beşiktaş nel 2022, mentre insegue un avversario dell'.

Il 3 settembre 2021 viene ceduto in prestito ai turchi del Beşiktaş. Debutta con il club 8 giorni dopo nel successo casalingo contro lo Yeni Malatyaspor. Al termine della stagione fa ritorno in Spagna, dopo aver collezionato 26 presenze con la maglia della squadra turca.

#### Sharjah e CSKA Mosca
Inizia la stagione 2022-2023 con il Barcellona, senza trovare spazio nelle prime partite di campionato. Questo porta alla risoluzione del contratto e al suo passaggio agli emiratini dello Sharjah. Il 9 settembre 2022, all'esordio con la nuova maglia, trasforma un rigore nella vittoria 3-0 sul Baniyas. Si ripeterà il 1º ottobre, segnando una delle tre reti refilate al Khor Fakkan. Termina la sua prima annata con 28 presenze e 5 reti aggiungendo al proprio palmarès la Supercoppa emiratina, la Coppa di Lega e la Coppa del Presidente. La stagione successiva si rivelerà deludente sia per il giocatore, che non riuscirà mai ad andare a segno in alcuna competizione, sia per la squadra, piazzatasi al quarto posto senza vincere alcun trofeo: al termine della stessa, Pjanić lascia il club dopo aver messo insieme 61 presenze, 5 gol e 16 assist.
Il 26 settembre 2024 si accasa al CSKA Mosca. Con i russi rimane fino al termine della stagione, durante la quale raccoglie 25 presenze complessive, prima di svincolarsi il 30 giugno 2025.

### Nazionale

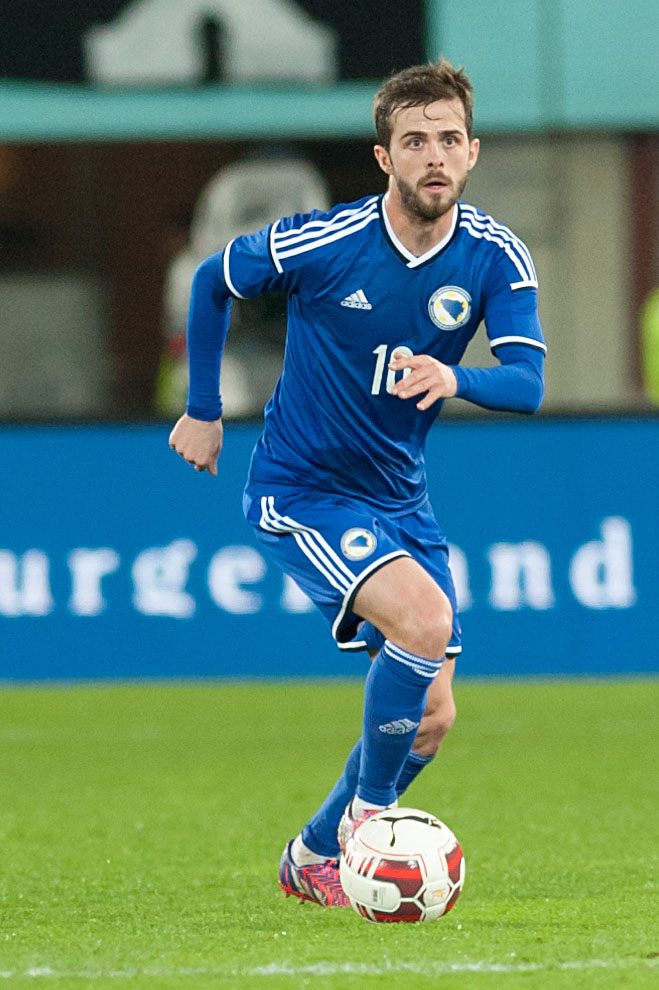
Pjanić in azione per la Bosnia nel 2015

Grazie all'infanzia passata in Lussemburgo, Pjanić ha iniziato a rappresentare il Lussemburgo a livello giovanile. Con la selezione Under-17 ha partecipato al campionato europeo di categoria, al quale la nazionale lussemburghese partecipò come paese ospitante. Durante l'Europeo, Pjanić segnò l'unico gol della nazionale, durante la partita d'apertura persa per 1-7 contro la Spagna.
Successivamente ha dichiarato di voler giocare per la Bosnia ed Erzegovina, debuttando con l'Under-21.
Il 20 agosto 2008 fa il suo esordio con la nazionale maggiore bosniaca nell'amichevole contro la Bulgaria, gara finita con la vittoria dei bulgari per 2-1 risultando, a 18 anni, il più giovane esordiente della nazionale. Durante un'altra gara amichevole vinta 2-1, questa volta contro il Ghana, il 2 marzo 2010 segna la sua prima rete in nazionale.
Il 3 giugno 2014 viene inserito nella lista dei convocati della nazionale bosniaca che ha partecipato per la prima volta al campionato del mondo, senza tuttavia superare la fase a gironi. Conclude la competizione con 3 presenze e una rete, segnata nel successo per 3-1 contro l'Iran.
Il 12 ottobre 2019, alla 90ª presenza con la maglia della nazionale bosniaca e alla prima da capitano, segna la sua prima doppietta, nella partita interna vinta per 4-1 contro la Finlandia, valevole per le qualificazioni al campionato d'Europa 2020.
Il 31 marzo 2021 raggiunge quota 100 presenze in nazionale in occasione della sconfitta per 0-1 contro la Francia.
Il 4 maggio 2024, dopo 16 anni con la nazionale maggiore bosniaca, durante i quali ha collezionato 115 presenze e 17 reti, annuncia il suo ritiro dalla rappresentativa della nazionale dei Balcani.

## Statistiche
Tra club, nazionale maggiore e nazionali giovanili, Pjanić ha totalizzato globalmente 649 partite segnando 96 reti, alla media di 0,15 reti a partita. In nazionale è il sesto miglior marcatore della storia con 16 gol e il secondo giocatore per presenze con 102 partite giocate.

### Presenze e reti nei club
Statistiche aggiornate al 30 giugno 2025.
| Stagione               | Squadra                | Campionato             | Campionato | Campionato | Coppe nazionali | Coppe nazionali | Coppe nazionali | Coppe continentali | Coppe continentali | Coppe continentali | Altre coppe | Altre coppe | Altre coppe | Totale | Totale |
| Stagione               | Squadra                | Comp                   | Pres       | Reti       | Comp            | Pres            | Reti            | Comp               | Pres               | Reti               | Comp        | Pres        | Reti        | Pres   | Reti   |
| ---------------------- | ---------------------- | ---------------------- | ---------- | ---------- | --------------- | --------------- | --------------- | ------------------ | ------------------ | ------------------ | ----------- | ----------- | ----------- | ------ | ------ |
| 2007-2008              | Metz                   | L1                     | 32         | 4          | CF+CdL          | 4+2             | 1+0             | -                  | -                  | -                  | -           | -           | -           | 38     | 5      |
| 2008-2009              | Olympique Lione        | L1                     | 20         | 0          | CF+CdL          | 2+0             | 0               | UCL                | 1                  | 0                  | SF          | 1           | 0           | 24     | 0      |
| 2009-2010              | Olympique Lione        | L1                     | 37         | 6          | CF+CdL          | 0+2             | 0               | UCL                | 14                 | 5                  | -           | -           | -           | 53     | 11     |
| 2010-2011              | Olympique Lione        | L1                     | 30         | 3          | CF+CdL          | 0+1             | 0               | UCL                | 8                  | 1                  | -           | -           | -           | 39     | 4      |
| ago. 2011              | Olympique Lione        | L1                     | 3          | 1          | CF+CdL          | 0               | 0               | UCL                | 2                  | 0                  | -           | -           | -           | 5      | 1      |
| Totale Olympique Lione | Totale Olympique Lione | Totale Olympique Lione | 90         | 10         |                 | 5               | 0               |                    | 25                 | 6                  |             | 1           | 0           | 121    | 16     |
| ago. 2011-2012         | Roma                   | A                      | 30         | 3          | CI              | 1               | 0               | UEL                | 0                  | 0                  | -           | -           | -           | 31     | 3      |
| 2012-2013              | Roma                   | A                      | 27         | 3          | CI              | 2               | 1               | -                  | -                  | -                  | -           | -           | -           | 29     | 4      |
| 2013-2014              | Roma                   | A                      | 35         | 6          | CI              | 3               | 0               | -                  | -                  | -                  | -           | -           | -           | 38     | 6      |
| 2014-2015              | Roma                   | A                      | 34         | 5          | CI              | 2               | 0               | UCL+UEL            | 6+4                | 0                  | -           | -           | -           | 46     | 5      |
| 2015-2016              | Roma                   | A                      | 33         | 10         | CI              | 1               | 0               | UCL                | 7                  | 2                  | -           | -           | -           | 41     | 12     |
| Totale Roma            | Totale Roma            | Totale Roma            | 159        | 27         |                 | 9               | 1               |                    | 17                 | 2                  |             | -           | -           | 185    | 30     |
| 2016-2017              | Juventus               | A                      | 30         | 5          | CI              | 4               | 2               | UCL                | 12                 | 1                  | SI          | 1           | 0           | 47     | 8      |
| 2017-2018              | Juventus               | A                      | 31         | 5          | CI              | 4               | 1               | UCL                | 8                  | 1                  | SI          | 1           | 0           | 44     | 7      |
| 2018-2019              | Juventus               | A                      | 31         | 2          | CI              | 2               | 0               | UCL                | 10                 | 2                  | SI          | 1           | 0           | 44     | 4      |
| 2019-2020              | Juventus               | A                      | 30         | 3          | CI              | 4               | 0               | UCL                | 8                  | 0                  | SI          | 1           | 0           | 43     | 3      |
| Totale Juventus        | Totale Juventus        | Totale Juventus        | 122        | 15         |                 | 14              | 3               |                    | 38                 | 4                  |             | 4           | 0           | 178    | 22     |
| 2020-2021              | Barcellona             | PD                     | 19         | 0          | CR              | 1               | 0               | UCL                | 8                  | 0                  | SS          | 2           | 0           | 30     | 0      |
| 2021-2022              | Beşiktaş               | SL                     | 20         | 0          | TK              | 2               | 0               | UCL                | 3                  | 0                  | ST          | 1           | 0           | 26     | 0      |
| 2022-2023              | Sharjah                | PL                     | 18         | 4          | CP+LC           | 4+6             | 1+0             | -                  | -                  | -                  | SUAE        | -           | -           | 28     | 5      |
| 2023-2024              | Sharjah                | PL                     | 23         | 0          | CP+LC           | 2+1             | 0               | AFC                | 5                  | 0                  | SUAE        | 1           | 0           | 34     | 0      |
| Totale Sharjah         | Totale Sharjah         | Totale Sharjah         | 41         | 4          |                 | 13              | 1               |                    | 5                  | 0                  |             | 1           | 0           | 62     | 5      |
| 2024-2025              | CSKA Mosca             | PL                     | 16         | 0          | KR              | 9               | 0               | -                  | -                  | -                  | -           | -           | -           | 25     | 0      |
| Totale carriera        | Totale carriera        | Totale carriera        | 499        | 60         |                 | 58              | 6               |                    | 96                 | 12                 |             | 9           | 0           | 665    | 78     |

### Cronologia presenze e reti in nazionale
| Cronologia completa delle presenze e delle reti in nazionale ― Bosnia ed Erzegovina | Cronologia completa delle presenze e delle reti in nazionale ― Bosnia ed Erzegovina | Cronologia completa delle presenze e delle reti in nazionale ― Bosnia ed Erzegovina | Cronologia completa delle presenze e delle reti in nazionale ― Bosnia ed Erzegovina | Cronologia completa delle presenze e delle reti in nazionale ― Bosnia ed Erzegovina | Cronologia completa delle presenze e delle reti in nazionale ― Bosnia ed Erzegovina | Cronologia completa delle presenze e delle reti in nazionale ― Bosnia ed Erzegovina | Cronologia completa delle presenze e delle reti in nazionale ― Bosnia ed Erzegovina |
| Data                                                                                | Città                                                                               | In casa                                                                             | Risultato                                                                           | Ospiti                                                                              | Competizione                                                                        | Reti                                                                                | Note                                                                                |
| ----------------------------------------------------------------------------------- | ----------------------------------------------------------------------------------- | ----------------------------------------------------------------------------------- | ----------------------------------------------------------------------------------- | ----------------------------------------------------------------------------------- | ----------------------------------------------------------------------------------- | ----------------------------------------------------------------------------------- | ----------------------------------------------------------------------------------- |
| 20-8-2008                                                                           | Zenica                                                                              | Bosnia ed Erzegovina                                                                | 2 – 1                                                                               | Bulgaria                                                                            | Amichevole                                                                          | -                                                                                   |                                                                                     |
| 6-9-2008                                                                            | Elche                                                                               | Spagna                                                                              | 1 – 0                                                                               | Bosnia ed Erzegovina                                                                | Qual. Mondiali 2010                                                                 | -                                                                                   | 85’                                                                                 |
| 10-9-2008                                                                           | Zenica                                                                              | Bosnia ed Erzegovina                                                                | 7 – 0                                                                               | Estonia                                                                             | Qual. Mondiali 2010                                                                 | -                                                                                   | 66’                                                                                 |
| 11-10-2008                                                                          | Istanbul                                                                            | Turchia                                                                             | 2 – 1                                                                               | Bosnia ed Erzegovina                                                                | Qual. Mondiali 2010                                                                 | -                                                                                   | 80’ 88’                                                                             |
| 28-3-2009                                                                           | Bruxelles                                                                           | Belgio                                                                              | 2 – 4                                                                               | Bosnia ed Erzegovina                                                                | Qual. Mondiali 2010                                                                 | -                                                                                   | 85’                                                                                 |
| 1-4-2009                                                                            | Zenica                                                                              | Bosnia ed Erzegovina                                                                | 2 – 1                                                                               | Belgio                                                                              | Qual. Mondiali 2010                                                                 | -                                                                                   | 77’                                                                                 |
| 9-6-2009                                                                            | Cannes                                                                              | Oman                                                                                | 1 – 2                                                                               | Bosnia ed Erzegovina                                                                | Amichevole                                                                          | -                                                                                   | 67’                                                                                 |
| 12-8-2009                                                                           | Sarajevo                                                                            | Bosnia ed Erzegovina                                                                | 2 – 3                                                                               | Iran                                                                                | Amichevole                                                                          | -                                                                                   | 69’                                                                                 |
| 5-9-2009                                                                            | Erevan                                                                              | Armenia                                                                             | 0 – 2                                                                               | Bosnia ed Erzegovina                                                                | Qual. Mondiali 2010                                                                 | -                                                                                   | 64’                                                                                 |
| 9-9-2009                                                                            | Zenica                                                                              | Bosnia ed Erzegovina                                                                | 1 – 1                                                                               | Turchia                                                                             | Qual. Mondiali 2010                                                                 | -                                                                                   | 61’                                                                                 |
| 14-10-2009                                                                          | Zenica                                                                              | Bosnia ed Erzegovina                                                                | 2 – 5                                                                               | Spagna                                                                              | Qual. Mondiali 2010                                                                 | -                                                                                   |                                                                                     |
| 14-11-2009                                                                          | Lisbona                                                                             | Portogallo                                                                          | 1 – 0                                                                               | Bosnia ed Erzegovina                                                                | Qual. Mondiali 2010                                                                 | -                                                                                   | 87’                                                                                 |
| 18-11-2009                                                                          | Zenica                                                                              | Bosnia ed Erzegovina                                                                | 0 – 1                                                                               | Portogallo                                                                          | Qual. Mondiali 2010                                                                 | -                                                                                   |                                                                                     |
| 3-3-2010                                                                            | Sarajevo                                                                            | Bosnia ed Erzegovina                                                                | 2 – 1                                                                               | Ghana                                                                               | Amichevole                                                                          | 1                                                                                   |                                                                                     |
| 29-5-2010                                                                           | Solna                                                                               | Svezia                                                                              | 4 – 2                                                                               | Bosnia ed Erzegovina                                                                | Amichevole                                                                          | -                                                                                   |                                                                                     |
| 3-6-2010                                                                            | Francoforte                                                                         | Germania                                                                            | 3 – 1                                                                               | Bosnia ed Erzegovina                                                                | Amichevole                                                                          | -                                                                                   |                                                                                     |
| 10-8-2010                                                                           | Sarajevo                                                                            | Bosnia ed Erzegovina                                                                | 1 – 1                                                                               | Qatar                                                                               | Amichevole                                                                          | -                                                                                   | 78’                                                                                 |
| 3-9-2010                                                                            | Lussemburgo                                                                         | Lussemburgo                                                                         | 0 – 3                                                                               | Bosnia ed Erzegovina                                                                | Qual. Euro 2012                                                                     | 1                                                                                   | 78’                                                                                 |
| 7-9-2010                                                                            | Zenica                                                                              | Bosnia ed Erzegovina                                                                | 0 – 2                                                                               | Francia                                                                             | Qual. Euro 2012                                                                     | -                                                                                   | 45’                                                                                 |
| 8-10-2010                                                                           | Tirana                                                                              | Albania                                                                             | 1 – 1                                                                               | Bosnia ed Erzegovina                                                                | Qual. Euro 2012                                                                     | -                                                                                   |                                                                                     |
| 17-11-2010                                                                          | Bratislava                                                                          | Slovacchia                                                                          | 2 – 3                                                                               | Bosnia ed Erzegovina                                                                | Amichevole                                                                          | 1                                                                                   | 85’                                                                                 |
| 10-2-2011                                                                           | Atlanta                                                                             | Messico                                                                             | 2 – 0                                                                               | Bosnia ed Erzegovina                                                                | Amichevole                                                                          | -                                                                                   |                                                                                     |
| 26-3-2011                                                                           | Zenica                                                                              | Bosnia ed Erzegovina                                                                | 2 – 1                                                                               | Romania                                                                             | Qual. Euro 2012                                                                     | -                                                                                   |                                                                                     |
| 3-6-2011                                                                            | Bucarest                                                                            | Romania                                                                             | 3 – 0                                                                               | Bosnia ed Erzegovina                                                                | Qual. Euro 2012                                                                     | -                                                                                   |                                                                                     |
| 7-6-2011                                                                            | Zenica                                                                              | Bosnia ed Erzegovina                                                                | 2 – 0                                                                               | Albania                                                                             | Qual. Euro 2012                                                                     | -                                                                                   | 77’                                                                                 |
| 3-9-2011                                                                            | Minsk                                                                               | Bielorussia                                                                         | 0 – 2                                                                               | Bosnia ed Erzegovina                                                                | Qual. Euro 2012                                                                     | -                                                                                   | 79’                                                                                 |
| 7-10-2011                                                                           | Zenica                                                                              | Bosnia ed Erzegovina                                                                | 5 – 0                                                                               | Lussemburgo                                                                         | Qual. Euro 2012                                                                     | 1                                                                                   |                                                                                     |
| 11-10-2011                                                                          | Saint-Denis                                                                         | Francia                                                                             | 1 – 1                                                                               | Bosnia ed Erzegovina                                                                | Qual. Euro 2012                                                                     | -                                                                                   |                                                                                     |
| 11-11-2011                                                                          | Zenica                                                                              | Bosnia ed Erzegovina                                                                | 0 – 0                                                                               | Portogallo                                                                          | Qual. Euro 2012                                                                     | -                                                                                   |                                                                                     |
| 15-11-2011                                                                          | Lisbona                                                                             | Portogallo                                                                          | 6 – 2                                                                               | Bosnia ed Erzegovina                                                                | Qual. Euro 2012                                                                     | -                                                                                   | 65’                                                                                 |
| 28-2-2012                                                                           | San Gallo                                                                           | Bosnia ed Erzegovina                                                                | 1 – 2                                                                               | Brasile                                                                             | Amichevole                                                                          | -                                                                                   | 81’                                                                                 |
| 26-5-2012                                                                           | Dublino                                                                             | Irlanda                                                                             | 1 – 0                                                                               | Bosnia ed Erzegovina                                                                | Amichevole                                                                          | -                                                                                   |                                                                                     |
| 1-6-2012                                                                            | Chicago                                                                             | Messico                                                                             | 2 – 1                                                                               | Bosnia ed Erzegovina                                                                | Amichevole                                                                          | -                                                                                   | 89’                                                                                 |
| 15-8-2012                                                                           | Llanelli                                                                            | Galles                                                                              | 0 – 2                                                                               | Bosnia ed Erzegovina                                                                | Amichevole                                                                          | -                                                                                   | 82’                                                                                 |
| 7-9-2012                                                                            | Vaduz                                                                               | Liechtenstein                                                                       | 1 – 8                                                                               | Bosnia ed Erzegovina                                                                | Qual. Mondiali 2014                                                                 | -                                                                                   | 79’                                                                                 |
| 11-9-2012                                                                           | Zenica                                                                              | Bosnia ed Erzegovina                                                                | 4 – 1                                                                               | Lettonia                                                                            | Qual. Mondiali 2014                                                                 | 1                                                                                   |                                                                                     |
| 16-10-2012                                                                          | Zenica                                                                              | Bosnia ed Erzegovina                                                                | 3 – 0                                                                               | Lituania                                                                            | Qual. Mondiali 2014                                                                 | 1                                                                                   | 66’                                                                                 |
| 14-11-2012                                                                          | Algeri                                                                              | Algeria                                                                             | 0 – 1                                                                               | Bosnia ed Erzegovina                                                                | Amichevole                                                                          | -                                                                                   |                                                                                     |
| 6-2-2013                                                                            | Capodistria                                                                         | Slovenia                                                                            | 0 – 3                                                                               | Bosnia ed Erzegovina                                                                | Amichevole                                                                          | 1                                                                                   |                                                                                     |
| 7-6-2013                                                                            | Riga                                                                                | Lettonia                                                                            | 0 – 5                                                                               | Bosnia ed Erzegovina                                                                | Qual. Mondiali 2014                                                                 | 1                                                                                   |                                                                                     |
| 14-8-2013                                                                           | Sarajevo                                                                            | Bosnia ed Erzegovina                                                                | 3 – 4                                                                               | Stati Uniti                                                                         | Amichevole                                                                          | -                                                                                   | 61’                                                                                 |
| 6-9-2013                                                                            | Zenica                                                                              | Bosnia ed Erzegovina                                                                | 0 – 1                                                                               | Slovacchia                                                                          | Qual. Mondiali 2014                                                                 | -                                                                                   |                                                                                     |
| 10-9-2013                                                                           | Žilina                                                                              | Slovacchia                                                                          | 1 – 2                                                                               | Bosnia ed Erzegovina                                                                | Qual. Mondiali 2014                                                                 | -                                                                                   | 29’                                                                                 |
| 11-10-2013                                                                          | Zenica                                                                              | Bosnia ed Erzegovina                                                                | 4 – 1                                                                               | Liechtenstein                                                                       | Qual. Mondiali 2014                                                                 | -                                                                                   | 61’                                                                                 |
| 15-10-2013                                                                          | Kaunas                                                                              | Lituania                                                                            | 0 – 1                                                                               | Bosnia ed Erzegovina                                                                | Qual. Mondiali 2014                                                                 | -                                                                                   |                                                                                     |
| 19-11-2013                                                                          | St. Louis                                                                           | Argentina                                                                           | 2 – 0                                                                               | Bosnia ed Erzegovina                                                                | Amichevole                                                                          | -                                                                                   |                                                                                     |
| 30-5-2014                                                                           | St. Louis                                                                           | Bosnia ed Erzegovina                                                                | 2 – 1                                                                               | Costa d'Avorio                                                                      | Amichevole                                                                          | -                                                                                   |                                                                                     |
| 3-6-2014                                                                            | Chicago                                                                             | Messico                                                                             | 0 – 1                                                                               | Bosnia ed Erzegovina                                                                | Amichevole                                                                          | -                                                                                   | 75’                                                                                 |
| 15-6-2014                                                                           | Rio de Janeiro                                                                      | Argentina                                                                           | 2 – 1                                                                               | Bosnia ed Erzegovina                                                                | Mondiali 2014 - 1º turno                                                            | -                                                                                   |                                                                                     |
| 21-6-2014                                                                           | Cuiabá                                                                              | Nigeria                                                                             | 1 – 0                                                                               | Bosnia ed Erzegovina                                                                | Mondiali 2014 - 1º turno                                                            | -                                                                                   |                                                                                     |
| 25-6-2014                                                                           | Salvador                                                                            | Bosnia ed Erzegovina                                                                | 3 – 1                                                                               | Iran                                                                                | Mondiali 2014 - 1º turno                                                            | 1                                                                                   |                                                                                     |
| 4-9-2014                                                                            | Tuzla                                                                               | Bosnia ed Erzegovina                                                                | 3 – 0                                                                               | Liechtenstein                                                                       | Amichevole                                                                          | -                                                                                   | 46’                                                                                 |
| 9-9-2014                                                                            | Zenica                                                                              | Bosnia ed Erzegovina                                                                | 1 – 2                                                                               | Cipro                                                                               | Qual. Euro 2016                                                                     | -                                                                                   |                                                                                     |
| 10-10-2014                                                                          | Cardiff                                                                             | Galles                                                                              | 0 – 0                                                                               | Bosnia ed Erzegovina                                                                | Qual. Euro 2016                                                                     | -                                                                                   | 34’                                                                                 |
| 13-10-2014                                                                          | Zenica                                                                              | Bosnia ed Erzegovina                                                                | 1 – 1                                                                               | Belgio                                                                              | Qual. Euro 2016                                                                     | -                                                                                   |                                                                                     |
| 16-11-2014                                                                          | Haifa                                                                               | Israele                                                                             | 3 – 0                                                                               | Bosnia ed Erzegovina                                                                | Qual. Euro 2016                                                                     | -                                                                                   | 62’                                                                                 |
| 28-3-2015                                                                           | Andorra la Vella                                                                    | Andorra                                                                             | 0 – 3                                                                               | Bosnia ed Erzegovina                                                                | Qual. Euro 2016                                                                     | -                                                                                   |                                                                                     |
| 31-3-2015                                                                           | Vienna                                                                              | Austria                                                                             | 1 – 1                                                                               | Bosnia ed Erzegovina                                                                | Amichevole                                                                          | -                                                                                   | 46’                                                                                 |
| 12-6-2015                                                                           | Zenica                                                                              | Bosnia ed Erzegovina                                                                | 3 – 1                                                                               | Israele                                                                             | Qual. Euro 2016                                                                     | -                                                                                   | 88’                                                                                 |
| 3-9-2015                                                                            | Bruxelles                                                                           | Belgio                                                                              | 3 – 1                                                                               | Bosnia ed Erzegovina                                                                | Qual. Euro 2016                                                                     | -                                                                                   |                                                                                     |
| 6-9-2015                                                                            | Zenica                                                                              | Bosnia ed Erzegovina                                                                | 3 – 0                                                                               | Andorra                                                                             | Qual. Euro 2016                                                                     | -                                                                                   | 45’                                                                                 |
| 10-10-2015                                                                          | Zenica                                                                              | Bosnia ed Erzegovina                                                                | 2 – 0                                                                               | Galles                                                                              | Qual. Euro 2016                                                                     | -                                                                                   |                                                                                     |
| 13-10-2015                                                                          | Nicosia                                                                             | Cipro                                                                               | 2 – 3                                                                               | Bosnia ed Erzegovina                                                                | Qual. Euro 2016                                                                     | -                                                                                   | 64’ 85’                                                                             |
| 13-11-2015                                                                          | Zenica                                                                              | Bosnia ed Erzegovina                                                                | 1 – 1                                                                               | Irlanda                                                                             | Qual. Euro 2016                                                                     | -                                                                                   |                                                                                     |
| 16-11-2015                                                                          | Dublino                                                                             | Irlanda                                                                             | 2 – 0                                                                               | Bosnia ed Erzegovina                                                                | Qual. Euro 2016                                                                     | -                                                                                   |                                                                                     |
| 25-3-2016                                                                           | Lussemburgo                                                                         | Lussemburgo                                                                         | 0 – 3                                                                               | Bosnia ed Erzegovina                                                                | Amichevole                                                                          | 1                                                                                   | 67’                                                                                 |
| 29-3-2016                                                                           | Zurigo                                                                              | Svizzera                                                                            | 0 – 2                                                                               | Bosnia ed Erzegovina                                                                | Amichevole                                                                          | 1                                                                                   | 73’                                                                                 |
| 29-5-2016                                                                           | San Gallo                                                                           | Spagna                                                                              | 3 – 1                                                                               | Bosnia ed Erzegovina                                                                | Amichevole                                                                          | -                                                                                   |                                                                                     |
| 6-9-2016                                                                            | Zenica                                                                              | Bosnia ed Erzegovina                                                                | 5 – 0                                                                               | Estonia                                                                             | Qual. Mondiali 2018                                                                 | -                                                                                   |                                                                                     |
| 7-10-2016                                                                           | Bruxelles                                                                           | Belgio                                                                              | 4 – 0                                                                               | Bosnia ed Erzegovina                                                                | Qual. Mondiali 2018                                                                 | -                                                                                   | 81’                                                                                 |
| 10-10-2016                                                                          | Zenica                                                                              | Bosnia ed Erzegovina                                                                | 2 – 0                                                                               | Cipro                                                                               | Qual. Mondiali 2018                                                                 | -                                                                                   |                                                                                     |
| 13-11-2016                                                                          | Atene                                                                               | Grecia                                                                              | 1 – 1                                                                               | Bosnia ed Erzegovina                                                                | Qual. Mondiali 2018                                                                 | -                                                                                   | 66’                                                                                 |
| 25-3-2017                                                                           | Zenica                                                                              | Bosnia ed Erzegovina                                                                | 5 – 0                                                                               | Gibilterra                                                                          | Qual. Mondiali 2018                                                                 | -                                                                                   | 56’                                                                                 |
| 9-6-2017                                                                            | Zenica                                                                              | Bosnia ed Erzegovina                                                                | 0 – 0                                                                               | Grecia                                                                              | Qual. Mondiali 2018                                                                 | -                                                                                   |                                                                                     |
| 31-8-2017                                                                           | Nicosia                                                                             | Cipro                                                                               | 3 – 2                                                                               | Bosnia ed Erzegovina                                                                | Qual. Mondiali 2018                                                                 | -                                                                                   | 70’                                                                                 |
| 23-3-2018                                                                           | Sofia                                                                               | Bulgaria                                                                            | 0 – 1                                                                               | Bosnia ed Erzegovina                                                                | Amichevole                                                                          | -                                                                                   |                                                                                     |
| 27-3-2018                                                                           | Le Havre                                                                            | Senegal                                                                             | 0 – 0                                                                               | Bosnia ed Erzegovina                                                                | Amichevole                                                                          | -                                                                                   | 72’                                                                                 |
| 28-5-2018                                                                           | Zenica                                                                              | Bosnia ed Erzegovina                                                                | 0 – 0                                                                               | Montenegro                                                                          | Amichevole                                                                          | -                                                                                   |                                                                                     |
| 1-6-2018                                                                            | Jeonju                                                                              | Corea del Sud                                                                       | 1 – 3                                                                               | Bosnia ed Erzegovina                                                                | Amichevole                                                                          | -                                                                                   | 57’                                                                                 |
| 8-9-2018                                                                            | Belfast                                                                             | Irlanda del Nord                                                                    | 1 – 2                                                                               | Bosnia ed Erzegovina                                                                | UEFA Nations League 2018-2019 - 1º turno                                            | -                                                                                   | 30’ 83’                                                                             |
| 11-9-2018                                                                           | Zenica                                                                              | Bosnia ed Erzegovina                                                                | 1 – 0                                                                               | Austria                                                                             | UEFA Nations League 2018-2019 - 1º turno                                            | -                                                                                   | 89’                                                                                 |
| 11-10-2018                                                                          | Rize                                                                                | Turchia                                                                             | 0 – 0                                                                               | Bosnia ed Erzegovina                                                                | Amichevole                                                                          | -                                                                                   | 46’                                                                                 |
| 15-10-2018                                                                          | Sarajevo                                                                            | Bosnia ed Erzegovina                                                                | 2 – 0                                                                               | Irlanda del Nord                                                                    | UEFA Nations League 2018-2019 - 1º turno                                            | -                                                                                   |                                                                                     |
| 15-11-2018                                                                          | Vienna                                                                              | Austria                                                                             | 0 – 0                                                                               | Bosnia ed Erzegovina                                                                | UEFA Nations League 2018-2019 - 1º turno                                            | -                                                                                   | 87’                                                                                 |
| 23-3-2019                                                                           | Sarajevo                                                                            | Bosnia ed Erzegovina                                                                | 2 – 1                                                                               | Armenia                                                                             | Qual. Euro 2020                                                                     | -                                                                                   |                                                                                     |
| 26-3-2019                                                                           | Zenica                                                                              | Bosnia ed Erzegovina                                                                | 2 – 2                                                                               | Grecia                                                                              | Qual. Euro 2020                                                                     | 1                                                                                   | 65’                                                                                 |
| 11-6-2019                                                                           | Torino                                                                              | Italia                                                                              | 2 – 1                                                                               | Bosnia ed Erzegovina                                                                | Qual. Euro 2020                                                                     | -                                                                                   |                                                                                     |
| 5-9-2019                                                                            | Zenica                                                                              | Bosnia ed Erzegovina                                                                | 5 – 0                                                                               | Liechtenstein                                                                       | Qual. Euro 2020                                                                     | -                                                                                   | 83’                                                                                 |
| 8-9-2019                                                                            | Erevan                                                                              | Armenia                                                                             | 4 – 2                                                                               | Bosnia ed Erzegovina                                                                | Qual. Euro 2020                                                                     | -                                                                                   | 72’                                                                                 |
| 12-10-2019                                                                          | Zenica                                                                              | Bosnia ed Erzegovina                                                                | 4 – 1                                                                               | Finlandia                                                                           | Qual. Euro 2020                                                                     | 2                                                                                   | cap. 76’                                                                            |
| 15-10-2019                                                                          | Atene                                                                               | Grecia                                                                              | 2 – 1                                                                               | Bosnia ed Erzegovina                                                                | Qual. Euro 2020                                                                     | -                                                                                   | cap.                                                                                |
| 15-11-2019                                                                          | Zenica                                                                              | Bosnia ed Erzegovina                                                                | 0 – 3                                                                               | Italia                                                                              | Qual. Euro 2020                                                                     | -                                                                                   | 77’                                                                                 |
| 8-10-2020                                                                           | Sarajevo                                                                            | Bosnia ed Erzegovina                                                                | 1 – 1 dts (3 – 4 dtr)                                                               | Irlanda del Nord                                                                    | Qual. Euro 2020                                                                     | -                                                                                   | 100’                                                                                |
| 11-10-2020                                                                          | Zenica                                                                              | Bosnia ed Erzegovina                                                                | 0 – 0                                                                               | Paesi Bassi                                                                         | UEFA Nations League 2020-2021 - 1º turno                                            | -                                                                                   | cap. 75’                                                                            |
| 14-10-2020                                                                          | Breslavia                                                                           | Polonia                                                                             | 3 – 0                                                                               | Bosnia ed Erzegovina                                                                | UEFA Nations League 2020-2021 - 1º turno                                            | -                                                                                   | 33’                                                                                 |
| 12-11-2020                                                                          | Sarajevo                                                                            | Bosnia ed Erzegovina                                                                | 0 – 2                                                                               | Iran                                                                                | Amichevole                                                                          | -                                                                                   | 46’                                                                                 |
| 15-11-2020                                                                          | Amsterdam                                                                           | Paesi Bassi                                                                         | 3 – 1                                                                               | Bosnia ed Erzegovina                                                                | UEFA Nations League 2020-2021 - 1º turno                                            | -                                                                                   | cap. 90’                                                                            |
| 18-11-2020                                                                          | Sarajevo                                                                            | Bosnia ed Erzegovina                                                                | 0 – 2                                                                               | Italia                                                                              | UEFA Nations League 2020-2021 - 1º turno                                            | -                                                                                   | cap. 76’                                                                            |
| 24-3-2021                                                                           | Helsinki                                                                            | Finlandia                                                                           | 2 – 2                                                                               | Bosnia ed Erzegovina                                                                | Qual. Mondiali 2022                                                                 | 1                                                                                   |                                                                                     |
| 31-3-2021                                                                           | Sarajevo                                                                            | Bosnia ed Erzegovina                                                                | 0 – 1                                                                               | Francia                                                                             | Qual. Mondiali 2022                                                                 | -                                                                                   | [ 74 ]                                                                              |
| 1-9-2021                                                                            | Strasburgo                                                                          | Francia                                                                             | 1 – 1                                                                               | Bosnia ed Erzegovina                                                                | Qual. Mondiali 2022                                                                 | -                                                                                   |                                                                                     |
| 7-9-2021                                                                            | Sarajevo                                                                            | Bosnia ed Erzegovina                                                                | 2 – 2                                                                               | Kazakistan                                                                          | Qual. Mondiali 2022                                                                 | 1                                                                                   |                                                                                     |
| 13-11-2021                                                                          | Zenica                                                                              | Bosnia ed Erzegovina                                                                | 1 – 3                                                                               | Finlandia                                                                           | Qual. Mondiali 2022                                                                 | -                                                                                   | cap. 24’ 66’                                                                        |
| 4-6-2022                                                                            | Helsinki                                                                            | Finlandia                                                                           | 1 – 1                                                                               | Bosnia ed Erzegovina                                                                | UEFA Nations League 2022-2023 - 1º turno                                            | -                                                                                   | 57’                                                                                 |
| 7-6-2022                                                                            | Zenica                                                                              | Bosnia ed Erzegovina                                                                | 1 – 0                                                                               | Romania                                                                             | UEFA Nations League 2022-2023 - 1º turno                                            | -                                                                                   | 46’                                                                                 |
| 11-6-2022                                                                           | Podgorica                                                                           | Montenegro                                                                          | 1 – 1                                                                               | Bosnia ed Erzegovina                                                                | UEFA Nations League 2022-2023 - 1º turno                                            | -                                                                                   | 43’ 61’                                                                             |
| 14-6-2022                                                                           | Zenica                                                                              | Bosnia ed Erzegovina                                                                | 3 – 2                                                                               | Finlandia                                                                           | UEFA Nations League 2022-2023 - 1º turno                                            | 1                                                                                   | 77’                                                                                 |
| 23-9-2022                                                                           | Zenica                                                                              | Bosnia ed Erzegovina                                                                | 1 – 0                                                                               | Montenegro                                                                          | UEFA Nations League 2022-2023 - 1º turno                                            | -                                                                                   | 28’ 67’                                                                             |
| 17-6-2023                                                                           | Lisbona                                                                             | Portogallo                                                                          | 3 – 0                                                                               | Bosnia ed Erzegovina                                                                | Qual. Euro 2024                                                                     | -                                                                                   | 41’ 79’                                                                             |
| 20-6-2023                                                                           | Zenica                                                                              | Bosnia ed Erzegovina                                                                | 0 – 2                                                                               | Lussemburgo                                                                         | Qual. Euro 2024                                                                     | -                                                                                   |                                                                                     |
| 8-9-2023                                                                            | Zenica                                                                              | Bosnia ed Erzegovina                                                                | 2 – 1                                                                               | Liechtenstein                                                                       | Qual. Euro 2024                                                                     | -                                                                                   | 77’                                                                                 |
| 11-9-2023                                                                           | Reykjavík                                                                           | Islanda                                                                             | 1 – 0                                                                               | Bosnia ed Erzegovina                                                                | Qual. Euro 2024                                                                     | -                                                                                   | 68’                                                                                 |
| 13-10-2023                                                                          | Vaduz                                                                               | Liechtenstein                                                                       | 0 – 2                                                                               | Bosnia ed Erzegovina                                                                | Qual. Euro 2024                                                                     | -                                                                                   | 78’                                                                                 |
| 16-10-2023                                                                          | Zenica                                                                              | Bosnia ed Erzegovina                                                                | 0 – 5                                                                               | Portogallo                                                                          | Qual. Euro 2024                                                                     | -                                                                                   |                                                                                     |
| 21-3-2024                                                                           | Zenica                                                                              | Bosnia ed Erzegovina                                                                | 1 – 2                                                                               | Ucraina                                                                             | Qual. Euro 2024                                                                     | -                                                                                   | 82’                                                                                 |
| Totale                                                                              |                                                                                     | Presenze (2º posto)                                                                 | 115                                                                                 |                                                                                     | Reti (6º posto)                                                                     | 17                                                                                  |                                                                                     |

## Palmarès

### Club
- Campionato italiano: 4

Juventus: 2016-2017, 2017-2018, 2018-2019, 2019-2020
- Coppa Italia: 2

Juventus: 2016-2017, 2017-2018
- Supercoppa italiana: 1

Juventus: 2018
- Coppa di Spagna: 1

Barcellona: 2020-2021
- Supercoppa di Turchia: 1

Beşiktaş: 2021
- Coppa di Lega (Emirati Arabi Uniti): 1

Sharjah: 2022-2023
- Coppa del Presidente degli Emirati Arabi Uniti: 1

Sharjah: 2022-2023
- Supercoppa degli Emirati Arabi Uniti: 1

Sharjah: 2022
- Coppa di Russia: 1

CSKA Mosca: 2024-2025

### Individuale
- Gran Galà del calcio AIC: 4

Squadra dell'anno: 2016, 2017, 2018, 2019
- Squadra della stagione della UEFA Champions League: 1

2016-2017
- Globe Soccer Awards: 1

Premio alla carriera per calciatori: 2019